# Карабіневич Панас Сильвестрович
Панас Сильвестрович Карабіневич (18 (30) січня 1897, Серебринці, Кукавська волость, Могилівський повіт, Подільська губернія (нині Могилів-Подільського району Вінницької області) — 15 травня 1964, Чортків, Тернопільська область) — український актор, режисер, театральний діяч. Брат архієпископа УАПЦ Миколая (Карабіневича) (1889—1937).. В'язень російських концтаборів ГУЛАГ СССР.

## Життєпис
1913—1915 навчався в Подільській духовній семінарії (нині Кам'янець-Подільський Хмельницької області). 1915—1916 воював у російській імператорській армії. Після тяжкого поранення демобілізований. Від 1917 — в театрі Миколи Садовського, з яким весною 1919 перебував в межах ЗУНР, на Тернопільщині.
Залишився на Галичині у зоні окупації Польщі, прийняв польське громадянство, актор мандрівної театральної трупи.
1932—1939 очолював кооперативний театр у Тернополі, який щороку гастролював по українських воєводствах Речі Посполитої; поставив у ньому вистави:
- «Наталка Полтавка» І. Котляревського,
- «Оборона Буші» М. Старицького,
- «Сто тисяч» і «Хазяїн» І. Карпенка-Карого та ін.

Від 1939 — в зоні совєцької окупації, новою владою призначений директором Тернопільського обласного театру імені Івана Франка, створеного з акторів театру Карабіневича і труп М. Комаровського та Богдана Сарамаги.
1940 року Карабіневич організував пересувний театр у місті Бережани.
1941 року викрадений органами НКВД СССР, незаконно ув'язнений. Ходили чутки про його вбивство у тюрмі НКВС, що відображено у біографії митця в «Енциклопедії Українознавства». Але Карабіневич був таємно засуджений до каторжних робіт у концтаборах ГУЛАГ СССР, де карався близько 7 років. Після Другої світової війни звільнений, але повністю не реабілітований.
Працював методистом Тернопільського обласного будинку народної творчості, режисером Заліщицького і Чортківського самодіяльних театрів, 1951—1961 — диригентом Чортківського районного будинку культури, де поставив кілька вистав. Найкращі його вистави — «Наталка Полтавка», «Назар Стодоля», «Безталанна», «Невольник».
Помер 15 травня 1964 року, похований у Чорткові. Реабілітований самими комуністами у 1989 році.

## Пам'ять
Ім'ям Карабіневича названий самодіяльний народний театр у Чорткові.
1993 на могилі актора зведено пам'ятник (скульптор Т. Невесела).